# 3 000 mètres steeple masculin aux Jeux olympiques d'été de 1952
Pour un article plus général, voir Athlétisme aux Jeux olympiques d'été de 1952.
Navigation
Londres 1948 Melbourne 1956
L'épreuve du 3 000 mètres steeple masculin aux Jeux olympiques de 1952 s'est déroulée les 23 et 25 juillet 1952 au Stade olympique d'Helsinki, en Finlande.  Elle est remportée par l'Américain Horace Ashenfelter.

## Résultats

### Finale
| Rang               | Athlète            | Pays             | Temps   | Notes |
| ------------------ | ------------------ | ---------------- | ------- | ----- |
| Médaille d'or      | Horace Ashenfelter | États-Unis       | 8:45.4  |       |
| Médaille d'argent  | Vladimir Kazantsev | Union soviétique | 8:51.6  |       |
| Médaille de bronze | John Disley        | Grande-Bretagne  | 8:51.8  |       |
| 4                  | Olavi Rinteenpää   | Finlande         | 8:55.2  |       |
| 5                  | Curt Söderberg     | Suède            | 8:55.6  |       |
| 6                  | Günter Hesselmann  | Allemagne        | 8:55.8  |       |
| 7                  | Mikhail Saltykov   | Union soviétique | 8:56.2  |       |
| 8                  | Helmut Gude        | Allemagne        | 9:01.4  |       |
| 9                  | József Apró        | Hongrie          | 9:04.2  |       |
| 10                 | Cahit Önel         | Turquie          | 9:04.4  |       |
| 11                 | Chris Brasher      | Grande-Bretagne  | 9:14.0  |       |
| 12                 | Gunnar Tjörnebo    | Suède            | 10:26.4 |       |

## Légende
Records et Performances
- AR : Record continental (area record)
- CR : Record des championnats (championship record)
- MR : Record du meeting (meet record)
- NR : Record national (national record)
- OR : Record olympique (olympic record)
- PR : Record paralympique (paralympic record)
- PB : Record personnel (personal best)
- SB : Meilleure performance personnelle de la saison (season's best)
- WL : Meilleure performance mondiale de l'année (world leader)
- WJR : Record du monde junior (world junior record)
- WR : Record du monde (world record)

Circonstances et Conditions
- DNF : N'a pas terminé (did not finish)
- DNS : N'a pas pris le départ (did not start)
- DQ : Disqualification (disqualification)
- NM : Aucun essai valable enregistré (No Mark)
- Q : Qualifié « directement » au prochain tour (ou à la prochaine compétition), lors d'une compétition majeure, grâce au classement ou à la réalisation des minima (automatic qualifier)
- q : Qualifié au prochain tour (ou à la prochaine compétition), lors d'une compétition majeure, grâce au repêchage ou à la réalisation de l'une des meilleures performances parmi celles des « non qualifiés directement » (grâce au meilleur temps ou à la meilleure distance par exemple) (secondary qualifier)